# Yahiko Mishima
Yahiko Mishima (三島 弥彦, Mishima Yahiko), né le 23 février 1886 à Tokyo et mort le 1er février 1954 dans la même ville, est un athlète japonais.

## Biographie
Fils du surintendant général du département de la police métropolitaine de Tokyo Michitsune Mishima et frère du banquier Yataro Mishima, Yahiko est le premier athlète japonais de l'histoire à participer aux Jeux olympiques modernes en 1912 à Stockholm en Suède,,.
Il serait probablement né dans le quartier tokyoïte de Kojimachi, qui correspond au quartier de Chiyoda. Son père décède quand il est âgé de deux ans seulement. Il étudie pendant son adolescence dans une école Gakushuin avant d'étudier à la faculté de droit de l'Université impériale de Tokyo, ancien nom de l'Université de Tokyo,.
D'une taille exceptionnelle pour l'époque (170 ou 175 cm), il se fait facilement une place dans le milieu sportif scolaire en jouant notamment au baseball et en pratiquant, à l'université, le ski et était également rameur. En dehors des sports qu'il pratique dans le cadre scolaire, il pratiquait le judo, l'équitation et le sumo mais aussi le patinage. Il était aussi bien présent sur les terrains qu'en dehors en tant qu'arbitre,.

### Jeux olympiques

#### Jeux olympiques de 1912

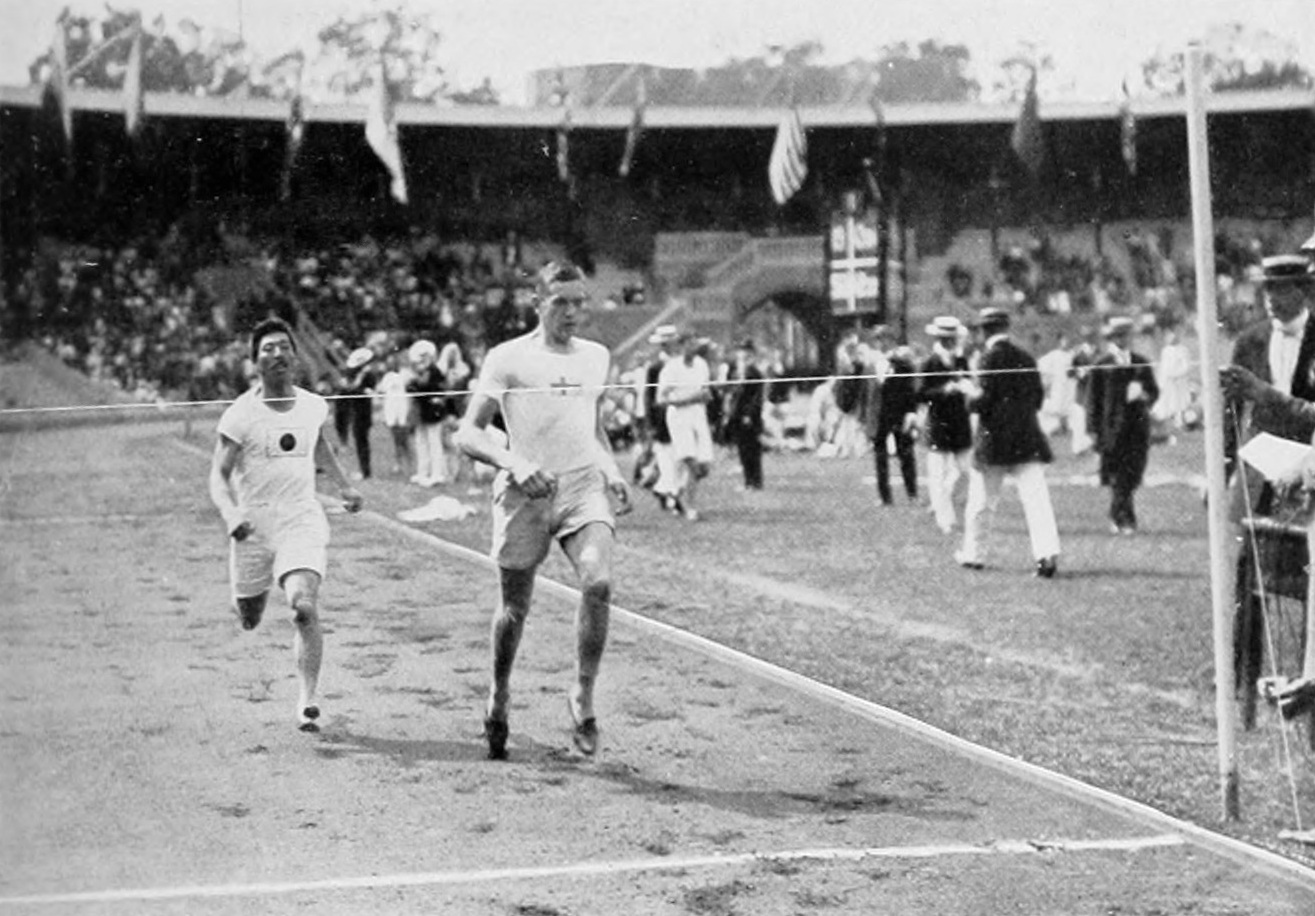
Yahiko et l'anglais Paul Zerling durant l'épreuve du 400 mètres.

C'est en 1911 qu'il commence à pratiquer l'athlétisme. Il est alors désigné avec Shiso Kanaguri pour participer aux Jeux olympiques de 1912, les deux seuls japonais désignés par manque de budget pour l'envoie d'une équipe nationale de plusieurs athlètes, la compétition se déroulant de l'autre côté du globe et les déplacements étant très onéreux à l'époque (il a obtenu sa place pour avoir payé une partie du voyage). C'est ainsi que Kinichi Goto, Sukekatsu Izumitani et Morizo Shimoda, sportifs très en vogue à l'époque au Japon, ne peuvent participer à la compétition.

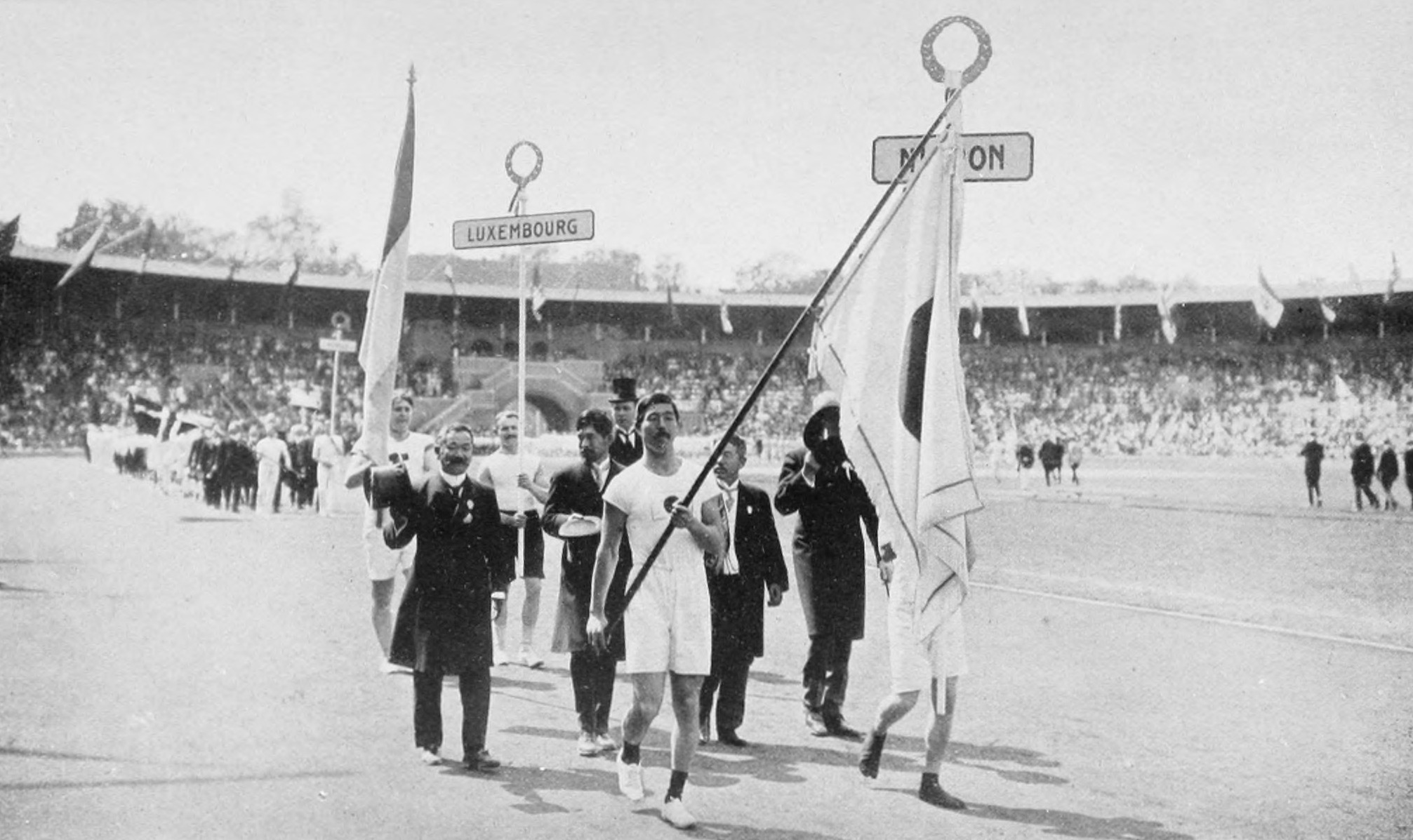
La délégation japonaise lors de la cérémonie d'ouverture des Jeux olympiques de 1912. Yahiko est porte-drapeau.

Pendant les Jeux, le 6 juillet 1912, durant la cérémonie d'ouverture, il est porte-drapeau. Les japonais se démarquant alors des autres délégations puisque Yahiko Mishima et son homologue sont les seuls japonais présents,.
Alors qu'il est dans les derniers athlètes pour différentes épreuves d'athlétisme, l'américain doublement médaillé d'or Ralph Craig décide de na pas concourir pour les épreuves du 100 et 200 mètres pour laisser une chance de remporter une médaille à ses homologues. Yahiko décide toutefois de ne pas y prendre part également en raison de douleurs dans la jambe ou la cuisse droite. Plus tard, on penchera plutôt pour une faiblesse mentale et physique se résumant au fait qu'il n'avait probablement aucune chance de gagner ne serait-ce qu'une épreuve.

#### Jeux olympiques de 1916
Après les Jeux olympiques de 1912, il était prévu qu'il participe aux épreuves d'athlétisme des Jeux olympiques de 1916 à Berlin. C'est pour cette raison que la délégation quitte la Suède avant la cérémonie de clôture en direction de la capitale allemande pour repérer les stades et les différents lieux de compétitions. Les japonais en profitent pour acheter des articles de sports qui étaient inconnus au Japon comme le javelot. Le retour au Japon s'est fait le 7 février 1913. C'est alors que la Première Guerre Mondiale éclate et que les Jeux de 1916 sont annulés. Entre cette annulation et les prochains Jeux, il s'écoule pas moins de huit années. Malheureusement, Yahiko avait vieilli et n'avait plus les mêmes capacités physiques qu'en 1912 et n'est donc pas repris pour les Jeux olympiques de 1920.

### Post-Jeux olympiques

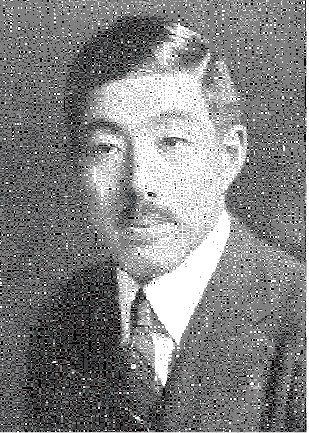
Yahiko en 1936.

Après son retour au Japon le 7 février 1913, il est diplômé de l'Université de Tokyo et entre directement dans la banque où son frère travaille (la Yokohama Seikin Bank). Il est également directeur de la succursale de Qingdao.
Après s'être retiré des cercles sportifs, il n'apparait que très rarement dans les médias. Il meurt d'une rupture d'anévrisme le 1er février 1954 à Meguro à Tokyo à l'âge de 67 ans.